# Syrphus sexmaculatus
Syrphus sexmaculatus là một loài ruồi trong họ Ruồi giả ong (Syrphidae). Loài này được Zetterstedt mô tả khoa học đầu tiên năm 1838. Syrphus sexmaculatus phân bố ở vùng Cổ Bắc giới